# Wonderland (tijdschrift)
Wonderland was een Vlaams jeugdtijdschrift, dat van 30 juni 1937 tot 1942 als wekelijks bijvoegsel bij de krant De Dag werd uitgegeven.

## Geschiedenis
Het blad verscheen elke woensdag in een vierkleurensupplement en publiceerde voornamelijk Amerikaanse strips, zoals Mickey Mouse, Prince Valiant en Popeye. Toen de Tweede Wereldoorlog uitbrak verbood de Duitse bezetter echter de import van Amerikaanse beeldverhalen. Noodgedwongen nam "Wonderland" wat meer tekenaars van eigen bodem aan, zoals Willy Vandersteen en Bert Bus.

## Bron
- KOUSEMAKER, Kees en Evelien, "Wordt Vervolgd- Stripleksikon der Lage Landen", Uitgeverij Het Spectrum, Utrecht, Antwerpen, 1979, blz. 235.